# Dylewo (Grunwald)
Dylewo (deutsch Döhlau) ist ein Dorf in der polnischen Woiwodschaft Ermland-Masuren. Es gehört zur Gmina Grunwald (Landgemeinde Grünfelde) im Powiat Ostródzki (Kreis Osterode in Ostpreußen).

## Geographische Lage
Dylewo liegt östlich des Landschaftsschutzparks Kernsdorfer Höhe (polnisch Park Krajobrazowy Wzgórz Dylewskich) im südlichen Westen der Woiwodschaft Ermland-Masuren, 18 Kilometer südlich der Kreisstadt Ostróda (deutsch Osterode in Ostpreußen).

## Geschichte

### Ortsgeschichte
Die seinerzeit Diehl und nach 1510 Delau genannte Siedlung wurde 1349 erstmals erwähnt, als die Brüder Eberhard und Nickel von der Diehl die Handfeste bekamen. Nachfolgende Besitzer waren die Familien von Werther und von Kalckstein. Um 1635 lag das ganze Dorf samt Gut wüst, und beim Tatareneinfall 1657 in Ostpreußen wurde das Dorf nochmals verwüstet. Nach seiner Wiederherstellung nahm es dank des Gutsbetriebs wirtschaftliche Fahrt auf.
Am 7. Mai 1874 wurde Döhlau Amtsdorf und damit namensgebend für einen Amtsbezirk im Kreis Osterode in Ostpreußen im Regierungsbezirk Königsberg (ab 1905: Regierungsbezirk Allenstein) in der preußischen Provinz Ostpreußen. Im Jahre 1910 verzeichnete der Gutsbezirk Döhlau mit seinen Ortsteilen Bardtken (polnisch Bartki), Dreißighufen (polnisch Włóki, nicht mehr existent), Elisenhof (Dylewko), Plonchau (Pląchawy) und Steinfließ (Miejska Wola) insgesamt 612 Einwohner.
Am 30. September 1928 wurde der Gutsbezirk Döhlau in die Landgemeinde Heinrichau (polnisch Jędrychowo) eingegliedert, wobei diese in „Döhlau“ umbenannt wurde. Die Einwohnerzahl dieser so veränderten Landgemeinde belief sich 1933 auf 794 und 1939 auf 694.
Mit dem gesamten südlichen Ostpreußen wurde Döhlau 1945 in Kriegsfolge an Polen überstellt. Das Dorf erhielt die polnische Namensform „Dylewo“ und ist heute eine Ortschaft innerhalb der Gmina Grunwald (Landgemeinde Grünfelde) mit dem Amtssitz Gierzwałd (Geierswalde) im Powiat Ostródzki (Kreis Osterode in Ostpreußen), bis 1998 der Woiwodschaft Olsztyn, seither der Woiwodschaft Ermland-Masuren mit Sitz in Olsztyn (Allenstein) zugehörig.

### Amtsbezirk Döhlau (1874–1945)
Der Amtsbezirk Döhlau setzte sich aus folgenden Orten zusammen:
| Deutscher Name | Polnischer Name | Anmerkungen                                       |
| -------------- | --------------- | ------------------------------------------------- |
| Bardtken       | Bartki          | vor 1900 nach Döhlau eingemeindet                 |
| Döhlau         | Dylewo          | 1928 nach Heinrichau eingegliedert                |
| Heinrichau     | Jędrychowo      | 1928 in Döhlau umbenannt                          |
| Korstein       | Korsztyn        | 1907 in den Amtsbezirk Groß Pötzdorf umgegliedert |

Am 1. Januar 1945 bestand der Amtsbezirk Döhlau lediglich noch aus der Landgemeinde Döhlau selbst.

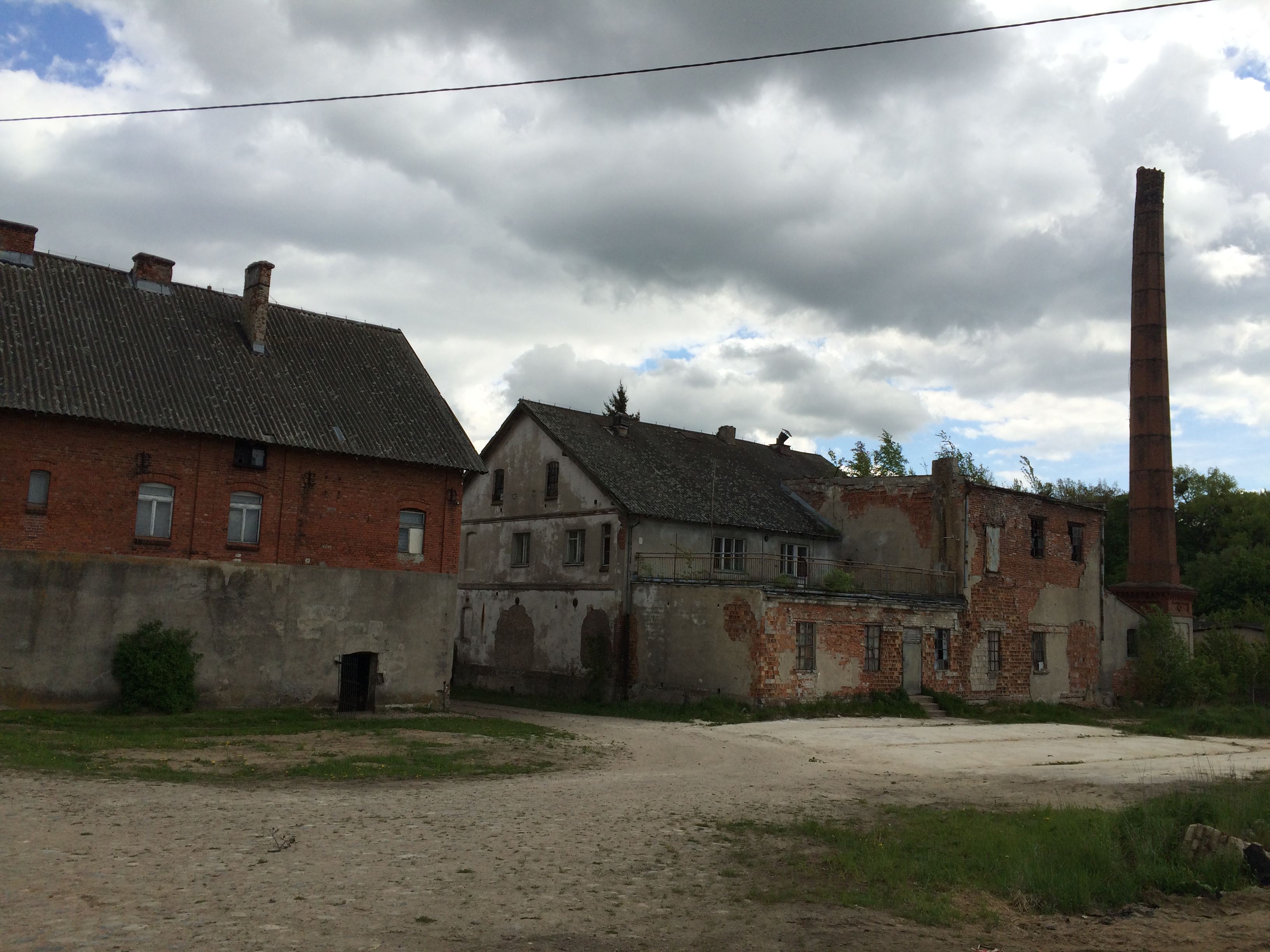
Die ehemalige Döhlauer Gutsbrennerei in Dylewo

### Gut Döhlau
Um 1635 lag das ganze Gut Döhlau wüst, die Gebäude waren verfallen. Als Ergänzung zu seinen zahlreichen Besitzungen erwarb Ernst Graf Finck von Finckenstein (1633–1717), auch „der reiche Schäfer“ genannt, das Gut. 1830/32 kam die Familie Finck von Finckenstein allerdings in Insolvenz und die Güter kamen zur Versteigerung. Das Gut Döhlau kaufte der Land- und Stadtgerichtsdirektor Johann Heinrich Kern aus Löbau in Westpreußen (polnisch Lubawa), der 1834 den Nachbarort Kernsdorf gründete, dem er seinen Namen verlieh.
1860 erwarb der Architekt und Maurermeister Ludwig Rose (1819–1886) das Gut Döhlau. An den Kauf erinnert noch heute der „Ludwigstein“, ein Findling aus rotem Granit mit der Inschrift „L.Rose 1860“ unweit des Wegs von Güntlau (polnisch Giętlewo) nach Steinfließ (Miejska Wola). Die von ihm in einen ordentlichen Zustand versetzten Waldungen sind heute Bestandteil des Park Krajobrazowy Wzgórz Dylewskich (Landschaftsschutzpark Kernsdorfer Höhe). Ein anderer Findling mit der Inschrift „C .v. Rose 1918“ am Franzosensee (polnisch Jezioro Francuskie) erinnert an die Besitzerweiterung nahe dem See. Im Besitz der Familie von Rose, zuletzt vertreten durch den Sohn Botho von Rose, blieb das Gut Döhlau bis 1945.
Bereits unter Johann Heinrich Kern wurde um 1850 das Gutshaus errichtet Außerdem wurde ein Park angelegt, der 1879 bis 1893 vom Gartenarchitekten Johann Larass (1830–1893) gestaltet wurde. Sein Werk setzte sein Sohn nach dem Vorbild englischer Landschaftsparks fort. 1805 ehrte man Larass auf dem Gutsgelände durch ein Monument von Adolfo Wildt (1868–1931), das Medaillon von Larassa mit dem Kopf des Gartenarchitekten.
Das Gut Döhlau umfasste zu Beginn des 20. Jahrhunderts 3000 Hektar Land mit einem Waldanteil von 40 % sowie fünf Vorwerken, zwei Brennereien, einer Molkerei, einer Mühle, einem Sägewerk und einer Ziegelei. Vor 1932 war als Gutsverwalter Herr Nickel für das Majorat, bestehend aus Döhlau mit Gutsflächen in Pionchau, Bardtken, Dreißighufen, Elisenhof und Steinfließ, der Familie von Rose als Verwalter tätig. Die Gesamtfläche betrug hier noch 2805 Hektar. Der Krieg setzte dem schlossartigen Gutshaus sehr zu, es blieben lediglich die beiden Seitentrakte, die als Schule und als Verwaltungsgebäude genutzt wurden. Der Park ist jetzt verwildert. Das gesamte Anwesen ist heute in kommunalem Besitz.

## Kirche
Döhlau ist ein altes Kirchdorf. Bereits in vorreformatorischer Zeit stand hier eine Kirche. Sie wurde mit der Reformation evangelisch.

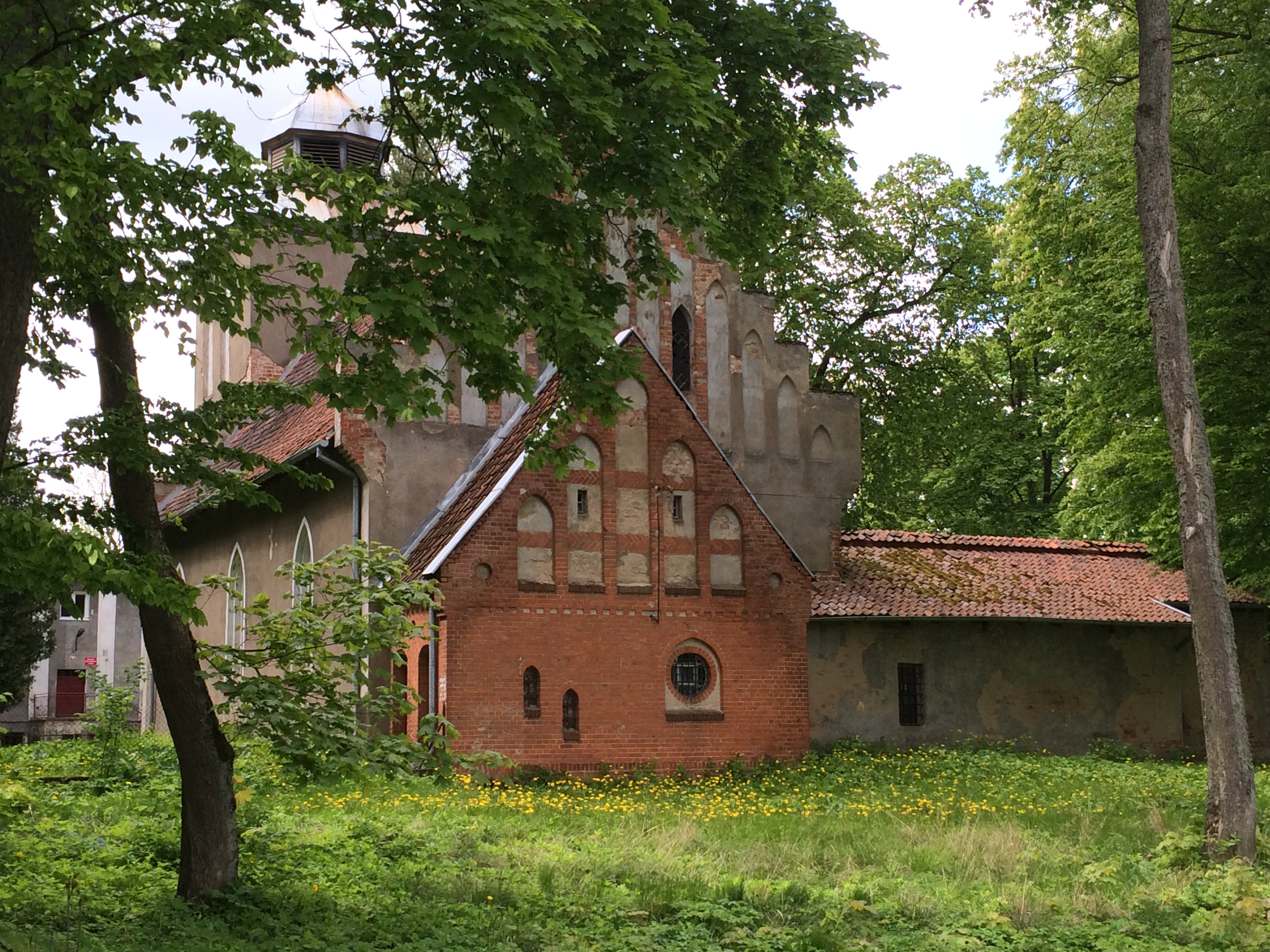
Die Dorfkirche in Dylewo/Döhlau

### Evangelisch
Als 1657 die Tataren das Dorf Döhlau verwüsteten, nahm auch die im 14. Jahrhundert errichtete Kirche derart großen Schaden, dass sie durch einen Neubau ersetzt werden musste. Dieser erfolgte im zu Ende gehenden 17. Jahrhundert. Es entstand ein Backsteinbau mit Westturm, der später noch umgebaut wurde. Der Kanzelaltar wurde 1739 aus älteren Teilen zusammengesetzt, die Orgel 1854 eingebaut.
Von 1721 bis 1945 gehörte die Dorfkirche Döhlau als Filialkirche zu Marwalde (polnisch Marwałd) in der Kirchenprovinz Ostpreußen der Kirche der Altpreußischen Union.
Das Gotteshaus ist heute im Eigentum der römisch-katholischen Kirche.

### Römisch-katholisch
Bis 1945 waren die in Döhlau wohnenden Katholiken in die Stadtpfarrei Gilgenburg (polnisch Dąbrówno) im Bistum Ermland eingegliedert. Nach 1945 übernahmen die sich in der Region ansiedelnden polnischen Neubürger die Kirche, änderten sie den anderen liturgischen Bräuchen entsprechend. Die Kirche ist auch heute eine Filialkirche. Sie untersteht der Pfarrei Szczepankowo (Steffenswalde) im Dekanat Grunwald (Grünfelde) im Erzbistum Ermland.

## Verkehr
Dylewo liegt an der Kreisstraße (polnisch Droga powiatowa, DP) 1243N, die von der Kreisstadt Ostróda (Osterode in Ostpreußen) entlang des Parks Krajobrazowy Wzgórz Dylewskich bis nach Tułodziad (Taulensee) führt. Eine Anbindung an den Bahnverkehr besteht nicht.

## Persönlichkeiten

### Aus dem Ort gebürtig
- Carl von Rose (1863–1945), deutscher Rittergutsbesitzer und Verwaltungsbeamter